# Zsanett Jakabfi
Zsanett Jakabfi (Lengyeltóti, 18 februari 1990) is een Hongaars voetbalspeelster, die uitkomt voor Vfl Wolfsburg. 

## Statistieken
| Seizoen | Club             | Land      | Competitie | Wedstrijden | Doelpunten |
| ------- | ---------------- | --------- | ---------- | ----------- | ---------- |
| 2009/10 | Vfl Wolfsburg    | Duitsland | FRB        | 20          | 5          |
| 2010/11 | Vfl Wolfsburg    | Duitsland | FRB        | 21          | 7          |
| 2011/12 | Vfl Wolfsburg    | Duitsland | FRB        | 22          | 9          |
| 2012/13 | Vfl Wolfsburg    | Duitsland | FRB        | 13          | 6          |
| 2013/14 | Vfl Wolfsburg    | Duitsland | FRB        | 8           | 1          |
| 2014/15 | Vfl Wolfsburg    | Duitsland | FRB        | 6           | 1          |
| 2014/15 | Vfl Wolfsburg II | Duitsland | FRB        | 3           | 2          |
| 2015/16 | Vfl Wolfsburg    | Duitsland | FRB        | 19          | 4          |
| 2015/16 | Vfl Wolfsburg II | Duitsland | FRB        | 2           | 1          |
| 2016/17 | Vfl Wolfsburg    | Duitsland | FRB        | 10          | 3          |
| 2017/18 | Vfl Wolfsburg    | Duitsland | FRB        | 15          | 10         |
| 2018/19 | Vfl Wolfsburg    | Duitsland | FRB        | 20          | 7          |
| 2019/20 | Vfl Wolfsburg    | Duitsland | FRB        | 5           | 0          |
| Totaal  | Totaal           | Totaal    | Totaal     | 164         | 56         |

Laatste update: okt 2019

## Interlands
Jakabfi speelt sinds 2007 voor het Hongaars vrouwenvoetbalelftal. 
Op het EK 2013 scoorde Jakabfi in de kwalificatie-poule tegen België, maar het Hongaars vrouwenvoetbalelftal plaatste zich niet. 
In de kwalificatie voor het Wereldkampioenschap voetbal vrouwen 2019 scoorde ze drie maal, maar plaatste Hongarije zich niet voor het eindtoernooi.